# Oyem
Oyem is een stad (milieu urbain, ville) en gemeente (commune) in Gabon en is de hoofdplaats van de provincie Woleu-Ntem.
Oyem telde in 2013 ongeveer 60.000 inwoners.
De stad ligt op een plateau op een hoogte van ongeveer 900 m.
De stad is sinds 1969 de zetel van het rooms-katholieke bisdom Oyem. De grote meerderheid van de bevolking is rooms-katholiek. Er zijn ook protestantse kerken.

## Economie
Door de hogere ligging is de teelt van koffie en cacao mogelijk. Deze landbouwproducten worden over de weg vervoerd naar havens in Kameroen. Daarnaast worden ook aardappelen geteeld en rubber gewonnen. Oyem is een handelscentrum voor de landbouwproducten van de regio en een administratief centrum. Verder zijn er scholen, een ziekenhuis en een douanepost.
Oyem heeft een vliegveld voor regionale vluchten.